# ГЕС Mahatma Gandhi Jog Falls
ГЕС Mahatma Gandhi Jog Falls — гідроелектростанції на півдні Індії у штаті Карнатака. Використовує ресурс із річки Шараваті, яка дренує західний схил Західних Гатів та впадає в Аравійське море біля міста Honnavar у 160 км на північ від Мангалура.
Введена в експлуатацію у 1952-му, станція стала першою ГЕС на Шараваті. Для її роботи вище від водоспаду Герсоппа (Jog Falls) річку перекрили невисокою греблею Kargal Anicut довжиною 270 метрів, яка відводить ресурс до прокладеного по лівобережжю дериваційного каналу довжиною 5 км, на трасі якого є розширення — верхній балансуючий резервуар Сірур. По завершенні каналу починаються чотири напірні водоводи діаметром 1,3 метра, які виводять до розташованого нижче за водоспад машинного залу.

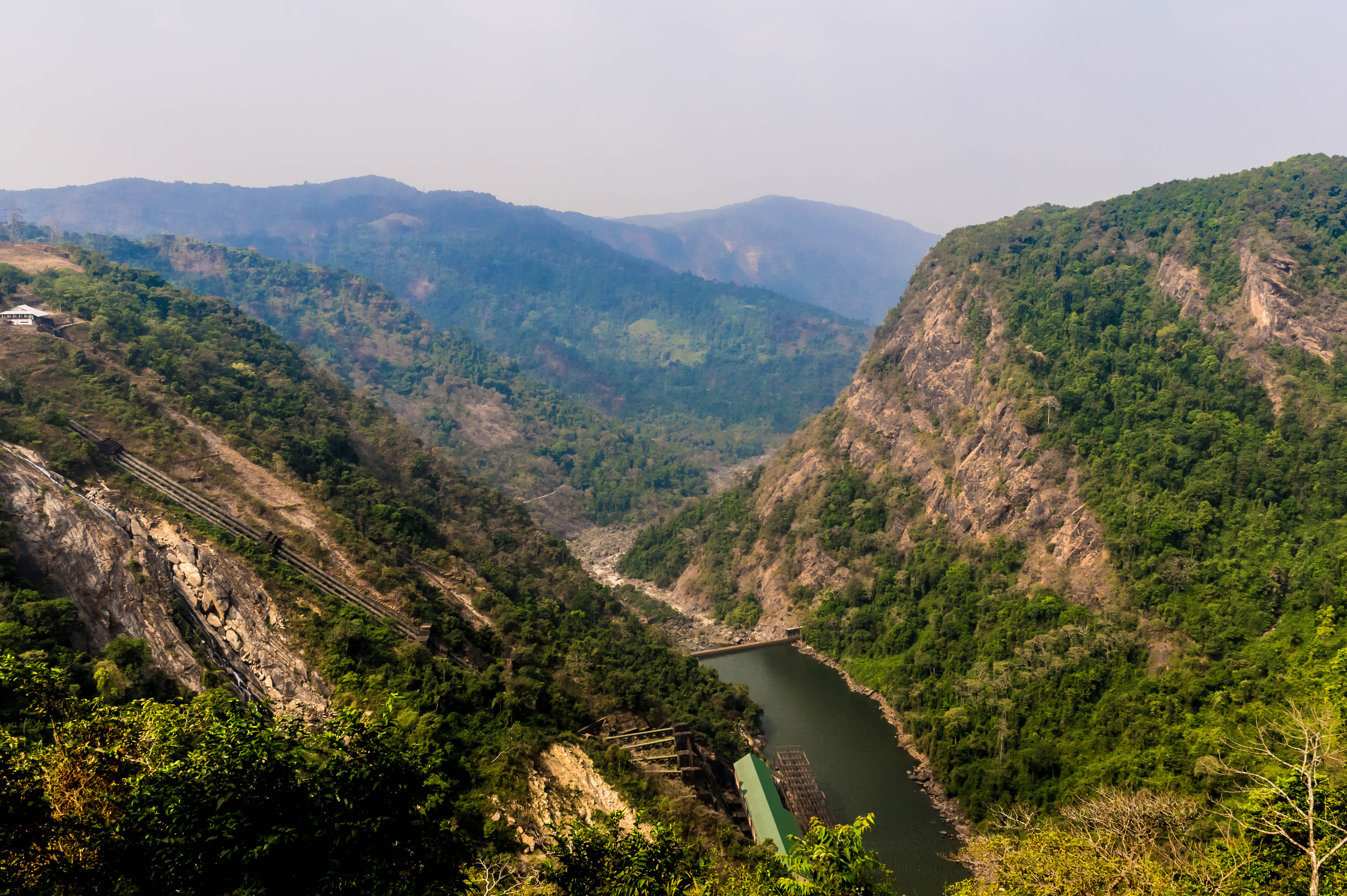
Машинний зал, водоводи та нижній балансуючий резервуар станції

Зал обладнали вісьмома турбінами типу Пелтон — чотирма потужністю по 12 МВт та чотирма з показником 18 МВт. При номінальному напорі у 356 метрів вони забезпечують виробництво 350 млн кВт·год електроенергії на рік.
У 1964 році вище по течії від Kargal Anicut спорудили греблю Linganamakki, котра стала здійснювати регулювання стоку одночасно в інтересах двох станцій — ГЕС Mahatma Gandhi Jog Falls та найпотужнішої в Карнатаці ГЕС Шараваті. Обидві споруджені за схожою схемою з деривацією ресурсу по лівобережжю Шараваті, проте друга використовує більший напір, оскільки її дериваційна траса починається одразу після греблі Linganamakki, а машинний зал розташований нижче від аналогічної споруди ГЕС Mahatma Gandhi Jog Falls. А в 1980-му при цій греблі запустили власну ГЕС Linganamakki, котра, таким чином, стала верхнім ступенем у гідровузлі.
Відпрацьована на Mahatma Gandhi Jog Falls вода потрапляє назад до річки, якою прямує до розташованої нижче за течією ГЕС Шараваті-Відвідна (проходячи на своєму шляху повз згаданий вище машинний зал ГЕС Шараваті).